# 盟器婢子
盟器婢子,是中国传说的妖怪，为盟器成精。分别记载在裴研的《传奇》和《北梦琐言》張氏子而盟器本身指殉葬用的木制女婢像。

## 其他
盟器婢子另指殉葬的女佣。

## 参看
中国妖怪列表
付丧神